# Fjölsvinnsmál
Fjölsvinnsmál eller Fjølsvids tale er det ene af to norrøne digte, der er udgivet sammen under titlen Svipdagsmál. Det andet digt er Grógaldr, og de er bevaret sammen i adskillige manuskripter fra 1600-tallet.
Der findes mindste tre manuskripter, hvor digtene optræder i omvendt rækkefølge, og hvor et tredje digt er indsat mellem de to med titlen Hyn mellem den historie, der blev fortalt i Gróagaldr og den første del af den middelalderlige skandinaviske ballade Ungen Sveidal/Herr Svedendal/Hertig Silfverdal (TSB A 45, DgF 70, SMB 18, NMB 22). I 1856 bemærkede Sophus Bugge, at den sidste del af balladen stemmer overens med Fjölsvinnsmál. Bugge skrev om det i Forhandlinger i Videnskabs-Selskabet i Christiania 1860, og kaldte de to digte Svipdagsmál. Andre forskere har også brugt denne titel.
I det første digt indhenter Svipdag assistance fra sin døde mor Groa, der var vølve. Hun skulle hjælpe ham med at fuldende en opgave, han fik af sin onde stedmor.
Ved begyndelsen af Fjölsvinnsmál er Svipdag ankommet til en borg på toppen af et bjerg. Der møder han vagtmanden Fjølsvid - i virkeligheden Odin i forklædning - der først beder ham forsvinde, men siden indleder en samtale, hvorunder han spørger Svipdag til hans navn, som han først senere vil opgive. Dernæst følger en længere række af spørgsmål frem og tilbage mellem de to, hvorigennem Svipdag finder ud af, at Menglød er i den borg, som Fjølsvid vogter. Han opdager også, at kun én kan få adgang til borgen, nemlig han selv. Da giver Svipdag sit navn til kende, borgportene åbnes, og Menglød tager imod ham.
Digtet er det yngste i den Ældre Edda. Ikke desto mindre er dets mening kryptisk, og visse vers er ufuldendte.